# Pussy Riot
Pussy Riot és un grup punk rock feminista rus format l'agost de 2011. El grup ha organitzat espectacles no autoritzats a Moscou per promoure els drets de les dones a Rússia i també durant la campanya electoral del primer ministre Putin a la presidència.
Malgrat el clima fred, normalment porten vestimenta lleugera i cobreixen llurs rostres amb passamuntanyes de colors, tant en els concerts com en les entrevistes. El grup està format per una dotzena de cantants i una altra dotzena de persones involucrades en els aspectes tècnics de la producció de vídeos que es publiquen a Internet. Elles mateixes comenten que es van inspirar en el punk-rock Bikini Kill i en el moviment Riot grrrl de la dècada de 1990.
Tres de les joves, Nadejda Tolokonnikova, Maria Aliokhina i Iekaterina Samutsevits, van estar empresonades des del març de 2012 fins al desembre de 2013, per haver improvisat el 21 de febrer del mateix any una «punk oració» amb el nom de «Mare de Déu, fes fora Putin» a la Catedral del Crist Salvador de Moscou.
L'acusació demana fins a 7 anys de presó per gamberrisme. Tanmateix, quasi dos anys després del seu empresonament, van ser alliberades. Hi ha versions que asseguren que és un intent de mostrar al món que Rússia és un país lliure, poc abans de començar els Jocs Olímpics d'hivern de 2014.
El dia 19 de desembre de 2013 la Duma Estatal russa va aprovar una amnistia de la qual està previst que es beneficiïn les dues integrants del grup que encara resten empresonades, Nadejda Tolokonnikova i Maria Aliokhina. L'alliberament es produiria abans dels Jocs Olímpics d'Hivern de 2014 a Sotxi.

## Integrants
Les membres del grup actuen sota els pseudònims: Balaklaba, Blondie, Regna, Garadja, Gat, Manka, Sopa, Serafina, Terminator, Tiuria, Argolla, Barret i Schumacher, i diuen que sovint intercanvien els noms entre elles. L'anonimat i l'ús de màscares per ocultar-se s'ha convertit en la imatge del grup, per evitar comprometre's membres a nivell individual.